# Rombout Verhulst
Rombout Verhulst est un sculpteur flamand né le 15 janvier 1624 à Malines et mort en novembre 1698 (enterré le 27 novembre) à La Haye. Il est l'un des représentants de la sculpture hollandaise baroque.

## Biographie
Il s'initie d'abord à la sculpture dans sa ville natale Malines grâce aux artistes Rombout Verstappen et Frans van Loo. Puis il part pour Amsterdam en 1646. Cette même année, il s'en va en Italie en voyage où il va rester jusqu'en 1654, date à laquelle il regagne Amsterdam, ville en plein essor au XVIIe siècle. Il travaille dès lors sous la direction du célèbre sculpteur flamand Artus Quellinus sur la décoration de la façade du nouvel hôtel de ville de la capitale hollandaise, aujourd'hui Palais Royal. On peut penser que son travail était considéré très bon par Artus Quellinus car il était autorisé à signer ses œuvres, ce qui était le cas de peu d'artistes du nouvel hôtel de ville. Neuf années plus tard, en 1663, il se rend à Leyde, cité réputée elle aussi pour ses peintres pour les réalisations de sculptures diverses, pour des décorations de constructions urbaines et pour des mausolées. En 1664, il rejoint La Haye où il devient membre de la Guilde de Saint-Luc. Il y finira sa vie 34 ans plus tard en novembre 1698.
Rombout Verulst fut aussi le maître des sculpteurs Jan Blommendael et Jan Ebbelaer, moins connus que lui.

## Œuvres
- Le Mausolée de Maarten Tromp, en marbre réalisé en 1654 d'après les plans de Jacob van Campen et Pieter Post, commandé par les États généraux de Hollande après la mort de l'amiral Maarten Tromp durant la bataille de Terheide. Un modèle en terre cuite et en bois du mausolée de ce héros très populaire fut effectué un peu avant en tant que brouillon et présenté le 24 mars 1654 aux États généraux puis offert à la famille Tromp. Le modèle pour le mausolée de Maarten Tromp est aujourd'hui exposé au Rijksmuseum d'Amsterdam.
- Le portrait de Michiel de Ruyter, vers 1677, représente en grandeur nature la tête de l'amiral Michiel de Ruyter en terre cuite décédé le 29 avril 1676 des suites de ses blessures après une bataille contre la flotte française. Il est exposé au Rijksmuseum. Verhulst a par ailleurs sculpté son mausolée dans le marbre dans l'Oude Kerk de Delft.
- la tombe de Michiel de Ruyter en coopération avec Willem de Keyser qui est située dans la Nieuwe Kerk d'Amsterdam, l'église nationale des Pays-Bas.
- Buste d'Antonio Lopes Suasso, marbre, Musée d'Amsterdam.

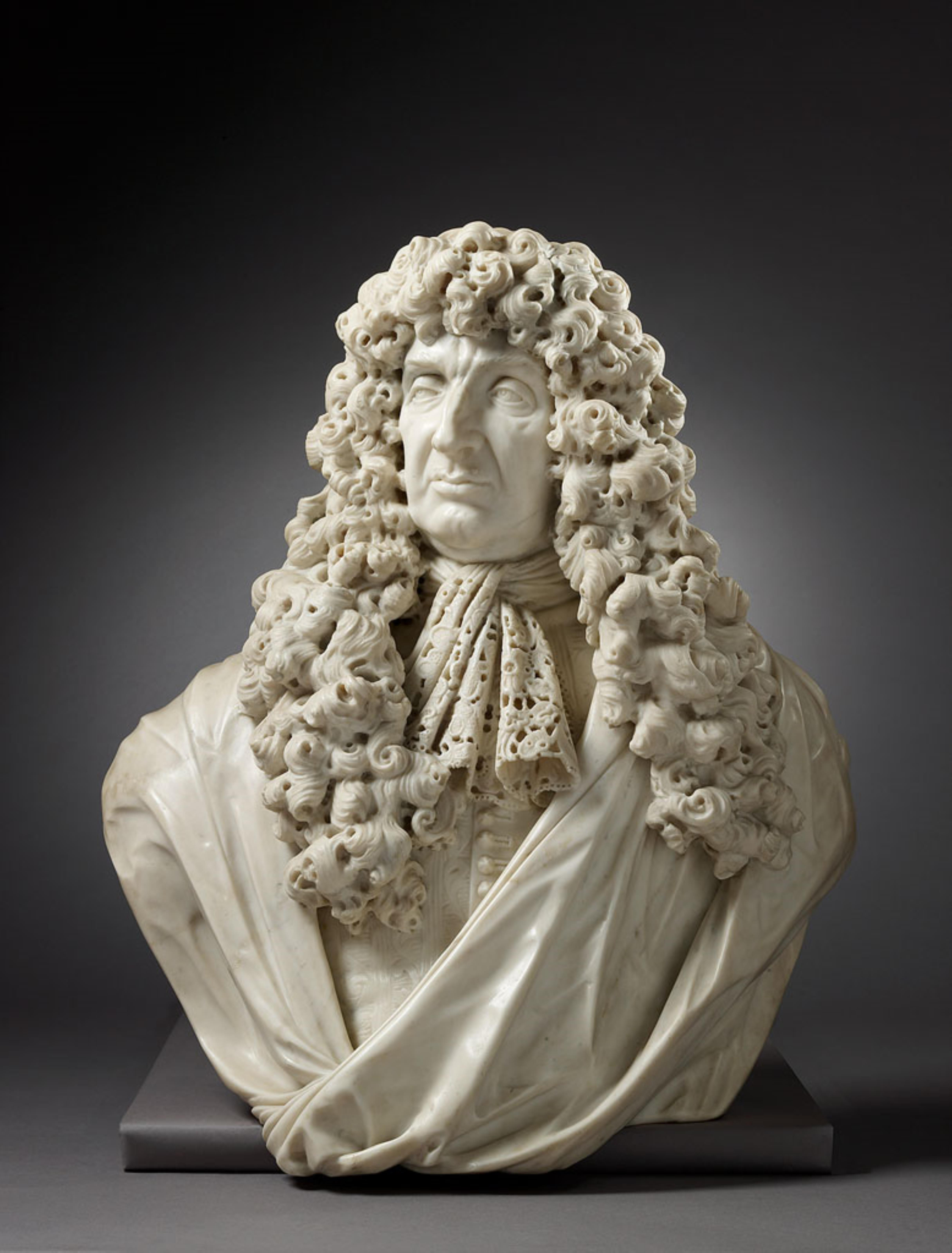
Buste d'Antonio Lopes Suasso